# Drasteria oranensis
Drasteria oranensis är en fjärilsart som beskrevs av Rothschild 1920. Drasteria oranensis ingår i släktet Drasteria och familjen nattflyn. Inga underarter finns listade i Catalogue of Life.